# Neal Casal
Neal Casal (Denville, 2 novembre 1968 – 26 agosto 2019) è stato un cantautore e chitarrista statunitense.
Era noto come chitarrista dei Cardinals, storico gruppo di supporto a Ryan Adams, e per la lunga precedente carriera solista.

## Biografia
A seguito del divorzio dei genitori ebbe un'infanzia travagliata che lo costrinse a molti spostamenti negli Stati Uniti. A 13 anni gli venne regalata una chitarra e una copia di Exile on Main St. dei Rolling Stones, che fecero da catalizzatore spingendolo a metter su un gruppo. Dopo anni di gavetta ottenne un contratto per un disco con la Zoo Records. Fade Away Diamond Time uscito nel 1995 e prodotto da Jim Scott, già con Wilco e Whiskeytown che ricevette ottime recensioni da parte della critica di settore tra cui una recensione sul Washington Post grazie all'originale fusione di Americana e country rock. Durante il tour promozionale fu però scaricato dall'etichetta e dopo un disco acustico a basso budget, Rain, Wind and Speed, siglò un contratto con la Glitterhouse Records per la pubblicazione di 5 album tra cui quello del 1999, Basement Dreams, che venne nominato dalla rivista Mojo album Americana dell'anno.
Terminato il rapporto con l'etichetta tedesca, pubblicò un EP con Shannon McNally ed altri musicisti tra cui Benmont Tench. In questo periodo iniziò a suonare con Jeff Hill e Dan Fadel che portarono al progetto Hazy Malaze con la pubblicazione di 3 album.
Il gruppo si sciolse nel 2005 e Casal venne chiamato da Ryan Adams per il suo gruppo, The Cardinals con cui continuò fino al 2009. Casal pubblicò poi altri dischi da solista tra cui Roots and Wings e Sweeten the Distance.
Casal è morto suicida nell'estate del 2019.

## Collaborazioni
Oltre all'attività solista e con i gruppi fu session man in vari gruppi e progetti musicali; tra questi si possono ricordare l'album Tambourine di Tift Merritt, nominato per album country dell'anno 2005 agli Americana Awards, Holy Smoke di Gig Winsmore e Songbird di Willie Nelson del 2007.

## Discografia

### Album

#### In studio
- 1995 - Fade Away Diamond Time (Zoo Records)
- 1996 - Rain, Wind and Speed (Buy Or Die Records)
- 1997 - Field Recordings (Glitterhouse Records)
- 1998 - The Sun Rises Here (Glitterhouse Records)
- 1999 - Basement Dreams (Glitterhouse Records)
- 2000 - Anytime Tomorrow (Glitterhouse Records)
- 2004 - Return in Kind (Fargo)
- 2006 - No Wish to Reminisce (Fargo)
- 2009 - Roots and Wings (Fargo)
- 2012 - Sweeten the Distance (Royal Potato Family Records)

### Dal vivo
- 1999 - Black River Sides (live con Kenny Roby)(Glitterhouse Records)

### EP
- 2002 - Ran on Pure Lightning (EP con Shannon McNally)